# 報道写真
報道写真（ほうどうしゃしん）とは、主として印刷媒体での報道に際して、報道内容を視覚的に伝えるために用いられる写真のことをいう。報道写真を撮影する写真家はフォトジャーナリスト（英: Photojournalist）と呼ばれる。

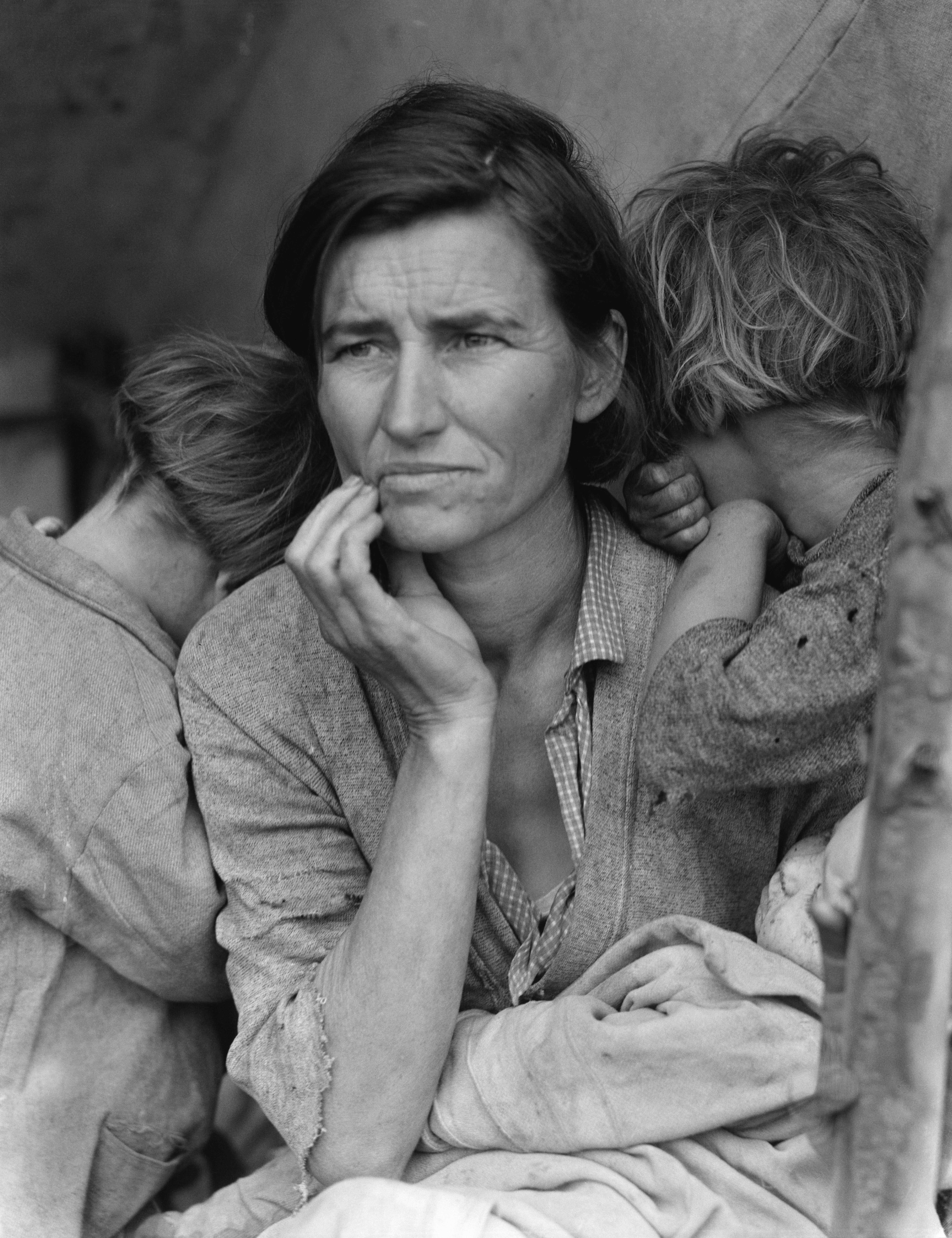
ドロシア・ラング「Migrant Mother」1936年

## 概説
カテゴライズの仕方として、報道写真の場合特別であるのは、それが写された内容や様式に基づくのではなく、その用いられ方による、という点である。最初のイラスト付き新聞は、1842年のイラストレイテッド・ロンドン・ニュースだったとされている。
例えば、ある火事の写真を撮影した場合でも、家の持ち主が何らかの個人的な記録のために撮影したものであった場合や、警察が検証や捜査のために撮影したものであった場合には、報道写真とはいえない。しかし、まったく同じ写真であっても、新聞社のカメラマンが、報道目的で撮影したものであれば、結果的に、新聞等の印刷物で採用されなかったとしても、報道写真といえる。さらに、同じ写真を、たまたま通りかかった人が撮影した場合に、それを、個人的に持っている限りは報道写真とはいえないが、ある新聞記者が火事の写真を撮影した人がいるという話を聞きつけて、その写真を借りて新聞に掲載したら、その時点で報道写真と呼ばれることになる。
報道写真には、古くから次の2つの問題がある。
（1）報道写真の真実性の問題（報道写真をどのように使用するかという問題、撮影する場合に誇張はどこまで許されるのかという問題、「やらせ」の問題、報道写真に撮影された内容をどこまで信用できるのかという問題など）
（2）報道写真にまつわる権利（者）の問題（報道写真の使用の仕方を誰が決めるのかという問題、撮影者の意図と利用のされ方の乖離の問題、報道写真には撮影者を必ず明記すべきかという問題、撮影者の著作権・著作者人格権の問題など）
また、最近では、新たな問題として
（3）報道写真の終焉に関する問題（テレビやインターネットといった媒体が印刷媒体に対して持つ優位性（迅速性、臨場性などにおける優位性）から、報道写真は動画に対して副次的・補助的な資料（動画よりも取り扱いの容易な副次的・補助的な資料でしかない）となる、ひいては、駆逐されるのではないか、「報道写真」の存在意義がすでに失われているのではないか、といった問題）
も生じている。

## 詳細
日本語の「報道写真」にあたるような使い方をされている外国語はいくつかあるが、おおむね、次のような使い分けがなされている。
(1) フォトジャーナリズム（フォトジャーナリスト） (photojournalism)
「報道写真」と対照すべき最も一般的な用語であるが、「写真」ではなく「報道」の一規定と捉える点に大きな違いがある。(2)以下と比較して、新聞や雑誌などに掲載される、ある事実の瞬間を捕らえた、ニュース性（事件性・スクープ性）のある1枚ものの写真を意味することが多い。
なお、報道写真家にあたる言葉は、フォトジャーナリストである。また、「ジャーナリズムフォト」とはいわない。
(2) ドキュメンタリーフォト・フォトドキュメンタリー (documentary photo/photo documentary)
上記 (1) に比べて、ある程度の枚数の写真によって、ある種のストーリーを語らせるような、作品を意味することが多い。ニュース性（事件性・スクープ性）がある場合も、ない場合もある。ある種の主張を含んでいる場合も、淡々と事実のみを伝える場合もある。
最近はほとんど使われないが、日本語では、以下の (3)(4) も含めて、「組写真」と呼ばれることもある。
(3) フォト・ルポルタージュ、ルポルタージュ・フォト (photo reportage/reportage photo)
そもそも「報道写真」という日本語は、この「フォト・ルポルタージュ」が分かりにくいと写真家の名取洋之助。に言われて、写真評論家の伊奈信男が作った訳語である。上記 (2) と近い意味もあるが、より、現地報告的な色彩（記録性）が強い作品（探訪記のようなもの）を意味する。ニュース性（事件性・スクープ性）はうすまり、一方で、主張よりも事実を前面に押し出す傾向が強いかもしれない。
(4) フォト・エッセイ (photo essay)
上記 (2) を、より厚く、深くしたような作品を意味することが多い。したがって、事件性が欠けることが多く、むしろ、社会的な問題を浮き彫りにしているような作品やある種の主張を含んでいる作品が多いと思われる。写真の枚数も、上記 (2)(3) よりも多くなることが予想され、新聞では、到底対応しきれない。例えば、Life誌に掲載された、ユージン・スミスの「カントリー・ドクター」のような作品は、フォト・エッセイと呼ばれることが多い。

## 歴史

### 報道写真の始まり
報道写真は一般には、ヨーロッパにおいてはクリミア戦争（1853年 – 1856年）、アメリカにおいては南北戦争（1861年 – 1865年）、によって始まったといわれる。
他にも考え方はあるが、「戦争」が報道写真の始まりであるとするこのような考え方が一般的である。戦争が、人々の興味をそそり、19世紀の昔から、多くの写真の対象になっていた、ということは事実である。

### メディアの発達とフォトドキュメンタリーの始まり
20世紀に入ると、新聞（や雑誌）の発展と印刷技術の発達にともない、（ファッション写真と同様に）報道写真は著しく発展していった。具体的な新聞としては、『ニューヨーク・タイムズ』(The New York Times)、『ベルリナー・イルストリエルテ・ツァイトゥング』(Berliner Illustrierte Zeitung・BIZ)、『ミュンヒナー・イルストリエルテ・プレス』(Munchner Illustrierte Press) など、具体的な雑誌としては、『ヴュ』(Vu) などを挙げることができる。
一方で、必ずしも「特ダネ」（スクープ）的ではない「報道写真」が、すでに19世紀末から始まっている。具体的には、街角の貧しい人々の生活や工場労働（特に子どもの労働）の様子を写した、ジェイコブ・オーガスト・リース (Jacob Riis; 1849年 – 1914年) やルイス・ウイックス・ハイン (Lewis Hine; 1874年 – 1940年) による、ドキュメンタリー的な作品である。

### ライカとストロボ（フラッシュ）
1920年代から1930年代にかけて、報道写真黄金期の幕開けの時期となっていく。まず、そのきっかけをつくるのは、上述のメディアの発達の継続とともに、写真をめぐる技術の発達である。短時間で露光できるフィルム開発を始めとして、手に持って自在に撮影できる小型カメラ「ライカ」の出現、ストロボやフラッシュの普及などにより、スナップ的手法・暗い被写体の撮影・高速写真・連続写真など、写真の幅が飛躍的に拡大し、質も向上した。
特に、ライカの愛用者が多く登場し、このような中でも、エーリッヒ・ザロモン (Erich Salomon; 1886年 – 1944年)、アルフレッド・アイゼンスタット (Alfred Eisenstaedt; 1898年 – 1995年)、マーティン・ムンカッチ (Martin Munkàcsi; 1896年 – 1963年）といった、時代の寵児とも言えるような報道写真家が活躍し始めている。また、必ずしも、「報道写真家」という枠に収まりきらない、アンドレ・ケルテス (André Kertész; 1894年 – 1985年)、アンリ・カルティエ＝ブレッソン (Henri Cartier-Bresson; 1908年 – 2004年) というような写真家たちも、街角を切り取り、報道写真的なスナップを数多く残すようになった。

### LIFE創刊とFSA――アメリカフォトジャーナリズムの2つの方向
報道写真黄金期を体現するかのように1936年に出現したのが、アメリカの『LIFE』誌である。写真を主体に、写真によりニュースを伝えるという雑誌は今では特段目新しくないが、当時としては画期的なグラフ誌であった。創刊号の表紙写真は、マーガレット・バーク＝ホワイト (Margaret Bourke-White; 1904年 – 1971年) が撮影したTVAダムの発電所の写真で、女性が写真家として大きく活躍できるということを、如実に示すことになった。
LIFEに象徴されるように、報道写真を徹底して「商品」としてとらえるような傾向が強まっていくのとは対照的に、一方で、FSAの写真家たち、すなわち、ウォーカー・エヴァンズ (Walker Evans; 1903年 – 1975年)、ドロシア・ラング  (Dorothea Lange; 1895年 – 1965年)、ラッセル・リー (Russell Lee; 1903年 – 1986年)、カール・マイダンス (Carl Mydans; 1907年 – 2004年、アーサー・ロススタイン (Arthur Rothstein; 1915年 – 1986年) らが登場し、淡々と、大恐慌時のアメリカの農村の惨状を切り取っていく。戦前ドキュメンタリーの1つの到達点であり、その輝きは、50年以上たった現在でも、色あせていない。
このように、戦前の報道写真は、2つの傾向に分化し、それぞれが発展していくように見えた。しかし、後者のドキュメンタリー的な報道写真は、第二次世界大戦により、一時的とはいえ、なりを潜めざるをえなくなる。
なお、上記2つの傾向のうち、後者が、写真家個人の視点を残した報道写真であったのに対して、前者は、写真家個人の目を通して、読者の視線（読者の欲望（見たいという欲望））を示した作品群であったといえるため、前者が成立したその時点で、報道写真における写真家の個性の希薄化や写真家名の欠落は、当然に予想されていたといってもいいかもしれない。

### 第二次世界大戦とプロパガンダ――ヨーロッパ報道写真の終焉
ヨーロッパでの政治的緊張が高まっていく中で、ダダの流れから、写真を政治的に用いる傾向がドイツで起こっている。雑誌AIZにおけるジョン・ハートフィールドの反ナチ的なフォトモンタージュ作品群である。
このような手法はプロパガンダの走りであるが、一方で、体制側のプロパガンダにも、写真が多用され、特に戦後にかけて、社会主義諸国において、盛んに用いられた。その典型例が、ソ連の『USSR Construction』（建設のソ連邦・ソ連邦建設）である。この中で、フォトモンタージュ技法が著しく発展したことは、一種の皮肉であろう。この流れの中で、日本戦前の『FRONT』も考えることができる。
そして、第二次世界大戦開始により、初めて本格的な戦争写真が登場することになる。ロバート・キャパ (Robert Capa; 1913年 – 1954年) の崩れ落ちる兵士やユージン・スミス (W. Eugene Smith; 1918年 – 1978年) などである。LIFEは、この分野でも、破竹の勢いを示し、数多くの作品を「モノにしている」。しかし、その割に、そのような作品を撮影した写真家の名前は広まっていない。上述の「写真家名の欠如」の現われといってよい。
なお、この時期について、戦後の写真を予感させる写真家として、ウィージー (Weegee; Usher H. Fellig, Arthur Fellig, Arthur H. Fellig; 1899年 – 1968年) を挙げることができる。ウィージーの作品のポイントは、「個人の視線」である。他の誰の作品でもなく、「ウィージーの作品である」と、作品が自己主張している、行儀が悪いという点に特徴がある。
第二次世界大戦を通じてヨーロッパの多くの写真家がアメリカへ移住し、大戦の終結により、美術の各分野と同様に、写真の中心は、荒廃したヨーロッパからアメリカに完全に移ることになる。

### 戦争写真の時代
第二次世界大戦終了後、戦争に関する報道写真は、冷戦構造の中の地域紛争多発にともない、隆盛を見せた。そのことは、マグナム、ピューリッツァー賞、ロバート・キャパ賞などが、戦争に関する写真を多く発信し続けたことからもうかがえる。戦前からその傾向が見られる、報道写真家の視線の欠如がより明確となっていく。スクープを求め、写真家の個性が失われていく。別な言い方をすれば、一部を除き、報道写真が報道写真家を飲み込んでいく時代といってもよい。
例外は、フォト・リーグ、ユージン・スミスなどの、ドキュメンタリー写真である。ここでは、大前提として、写真家に自分の主張があり、その主張を示すために、写真が使われていくのである。見られるために写真作品が提示されるのではなく、自己の主張を理解してもらうために写真作品が提示されるのである。写真が社会を変えられるかもしれないという、理想主義的といってもいいような考え（それは、前述の、リースやハインの考えを起源とするといってもいい）がそこにはある。戦場で死亡した沢田教一の写真は、高く評価された。

### LIFE休刊と報道写真（家）の凋落
1972年に週刊誌としての『LIFE』は休刊する（1978年には月刊誌として復刊したが2000年には再休刊）。テレビというメディアがグラフ誌の必要性（速報性など）や魅力を奪い尽くしたということが、一般にはその原因といわれているが、別な側面からみると、スクープを追い求めすぎたことの失敗といってもいい。読者が刺激に飽きたのか、刺激に嫌気がさしたのか、その両方なのかは明確ではない。いずれにしろ、報道写真の凋落であり、かつ、報道写真家の凋落でもある。
そのような中で、世界各地の生身の人間を撮影しつづけるセバスチャン・サルガドの写真作品は突出しており、今後の報道写真の方向性の1つを指し示しているといえるかも知れない。彼の視線は冷静であり、理想に燃えた熱気は感じられない。
LIFEの休刊で、報道写真は終わったとする少数意見もある。確かにスクープのみを追うという形の報道写真は、この時点で終わったという考え方もあるかもしれない。しかし、報道写真は、依然として様々な問題をはらんだままであり、今後とも、各種の写真の中でも最も多くの考察を要求される分野である。報道写真は死んだわけではない。

## 各国の主な報道写真家
（生年順）

### 日本

#### フリー
- 一ノ瀬泰造

#### UPI通信
- 沢田教一

#### 朝日新聞
- 大久保好六（1900–1936）
- 島田謹介（1900–1994）
- 田中幸太郎（1901–1995）
- 影山光洋（1907–1981）
- 小久保善吉（1910–1993）
- 浜野嘉夫（1911？–1937）
- 大束元（1912–1992）
- 松本栄一（1915–2004）
- 吉岡専造（1916–2005）
- 船山克（1923–2012）
- 秋元啓一（1930–1979）
- 富山治夫（1935–2016）（嘱託）
- 石川文洋（1938–）
- 秋山亮二（1942–）

#### 毎日新聞
- 岩合徳光（1915?–2007）
- 長尾靖（1930–2009）
- 江成常夫（1936–）

#### 中日新聞
（東京新聞を含む）
- 石井幸之助（1916–1997）：東京新聞
- 白川義員（1935–2022）（特派員）
- 木之下晃（1936–2015）

#### 千葉新聞
- 笹本恒子（1914–2022）

#### 読売新聞
- 中村正也（1926–2001）

### ハンガリー
- ロバート・キャパ

### アメリカ
- ドロシア・ラング
- アルフレッド・アイゼンスタット
- マーガレット・バーク＝ホワイト
- アン・カリー

### フランス
- クリスチャン・ポヴェダ
- マルク・リブー

### ドイツ
- ゲルダ・タロー

### 南アフリカ
- ケビン・カーター